# Купљеново
Купљеново је насељено место у саставу Града Запрешића у Загребачкој жупанији, Хрватска. До територијалне реорганизације у Хрватској налазило се у саставу старе загребачке приградске општине Запрешић.

## Становништво
На попису становништва 2011. године, Купљеново је имало 704 становника.

## Попис1991.
На попису становништва 1991. године, насељено место Купљеново је имало 722 становника, следећег националног састава:
| Попис 1991.‍  | Попис 1991.‍  | Попис 1991.‍ | Попис 1991.‍ | Попис 1991.‍ |
| ------------ | ------------ | ----------- | ----------- | ----------- |
|              |              |             |             |             |
| Хрвати       | Хрвати       |             | 705         | 97,64%      |
| Југословени  | Југословени  |             | 6           | 0,83%       |
| Словенци     | Словенци     |             | 2           | 0,27%       |
| Македонци    | Македонци    |             | 1           | 0,13%       |
| Муслимани    | Муслимани    |             | 1           | 0,13%       |
| Срби         | Срби         |             | 1           | 0,13%       |
| неопредељени | неопредељени |             | 4           | 0,55%       |
| непознато    | непознато    |             | 2           | 0,27%       |
| укупно: 722  |              |             |             |             |